# برنهارد پیکل
برنهارد پیکل (آلمانی: Bernhard Pickl؛ زادهٔ ۳ مارس ۱۹۹۱) تیرانداز اهل اتریش است.
وی در مسابقات کشوری و بین‌المللی در مجموع برندهٔ ۲ مدال طلا، ۱ مدال نقره، ۲ مدال برنز شده‌است.